# Anastrepha leptozona
Anastrepha leptozona är en tvåvingeart som beskrevs av Friedrich Georg Hendel 1914. Anastrepha leptozona ingår i släktet Anastrepha och familjen borrflugor. Inga underarter finns listade i Catalogue of Life.